# 足利賴氏
足利賴氏（日语：／ Ashikaga Yoriuji，1240年—1262年）是日本鎌倉時代中期武將，鎌倉幕府御家人，父親是足利泰氏，母親是北條時氏之女。最初叫作足利利氏。

## 生涯
賴氏是足利泰氏的三子，由於母親出身自得宗家，賴氏獲指名為嫡子，後來繼承足利氏當主，領有上總國和三河國
。建長8年7月（1256年8月），賴氏擔任舅父執權北條時賴長子表弟北條時輔元服時的烏帽子親，由於當時賴氏仍然是叫作利氏，因此時輔獲得的偏諱是「利」字，改名時利，在正元2年時才改名時輔。其後，時賴將自己的偏諱「賴」字賜給利氏，才改名為賴氏。康元2年或正嘉元年，賴氏以將軍御所的廂番和格子番的身份，成為鎌倉幕府第6任將軍宗尊親王的近臣。正嘉3年或正元元年（1259年），賴氏以上總國守護的身份擔任京都大番役。
雖然賴氏擅於弓箭，曾經在活躍於在鶴岡八幡宮舉行的流鏑馬，但是生來體弱多病，在文應2年或弘長元年（1261年）因病未有參與在鶴岡八幡宮舉行的活動，自此再未有史料記載其動向，因此死亡年份眾說紛紜，有些說法認為是弘長2年（1262年）或弘安3年（1280年）等等，其中以《吾妻鏡》記載的弘長2年（1262年）的可信性最高。另外，有些說法認為賴氏未有迎娶正室，有些則認為北條時盛之女便是正室。其後，賴氏之子由側室上杉重房之女所生的足利家時由於年紀尚幼，一度由賴氏兄長足利家氏暫代家督一職。

## 領受其偏諱的人物
利氏時代
- 北條時利

賴氏時代
- 上杉賴重（日语：上杉頼重）[5]
- 新田基氏（日语：新田基氏）[6]

## 媒體
- 《北條時宗》（2001年NHK大河劇，演員：厚木拓郎→安藤一平→尾美利德）